# Xã South Woodbury, Quận Bedford, Pennsylvania
Xã South Woodbury (tiếng Anh: South Woodbury Township) là một xã thuộc quận Bedford, tiểu bang Pennsylvania, Hoa Kỳ. Năm 2010, dân số của xã này là 2.155 người.